# Ménesvölgy
Ménesvölgy románul: Valea Minișului, falu Romániában, a Bánságban, Krassó-Szörény megyében.

## Fekvése
Bozovics mellett fekvő település.

## Története
Ménesvölgy románul: Valea Minişului korábban Bozovics (Bozovici) része volt.
1956-ban vált külön településsé 14 lakossal.
1966-ban 46 román, 1977-ben 46 lakosából 43 román, 2 magyar, 1 német, 1992-ben 41 lakosából 40 román, 1 magyar, a 2002-es népszámláláskor 6 román lakosa volt.